# Arnsberger Viadukt
Der Arnsberger Viadukt, seltener auch Schlossbergviadukt genannt, in Arnsberg im nordrhein-westfälischen Hochsauerlandkreis ist ein Brückenbauwerk der Oberen Ruhrtalbahn. Der zweigleisige Streckenabschnitt zwischen dem Bahnhof Arnsberg und dem Bahnhof Neheim-Hüsten quert die Ruhr mit dem Ende der 1860er Jahre errichteten Bauwerk. Er wurde im März 1945 kurz vor Ende des Zweiten Weltkriegs durch alliierte Luftangriffe zerstört. Bereits im Sommer 1945 wurde der Viadukt mit zwei Stahlträgern notdürftig repariert. Der endgültige Wiederaufbau, an dem bis zu 500 Arbeiter teilnahmen, dauerte drei Jahre. Ab Frühjahr 1948 war der Viadukt wieder zweigleisig befahrbar.

## Geographische Lage
Der Viadukt steht etwa 800 Meter (m) nordnordwestlich vom Arnsberger Stadtzentrum und folgt direkt westlich auf den 277 m langen Schlossbergtunnel,  der den gleichnamigen Berg (ca. 256 m ü. NHN) durchquert. Er führt über die Bundesstraße 229 (Hüstener Straße) im Osten, die mittig fließende Ruhr sowie eine Nebenstraße der Ortsstraße Arnsberger Burgweg und über die Bahnstrecke Neheim-Hüsten–Arnsberg von Regionalverkehr Ruhr-Lippe (RLG; nur Güterverkehr) jeweils im Westen. Einer topografischen Karte zufolge liegt das unterhalb der Brücke gelegene Gelände am östlichen Ruhrufer auf 183,77 m Höhe.

## Geschichte und Beschreibung
Im Zuge des Baus der Oberen Ruhrtalbahn wurde 1868 mit dem Bau des aus der Vogelperspektive betrachtet leicht gekrümmten Viadukts aus sieben massiv gemauerten Bögen begonnen. Sechs Bögen mit einer lichten Weite von je 12,5 m überspannen die Ruhr, die oben erwähnte Nebenstraße und die RLG-Strecke. Der siebte Bogen mit 7,5 m Weite überbrückt die B 229 (damalige Münster–Arnsberger Staatsstraße).

### Angriffe auf den Viadukt 1944 und 1945

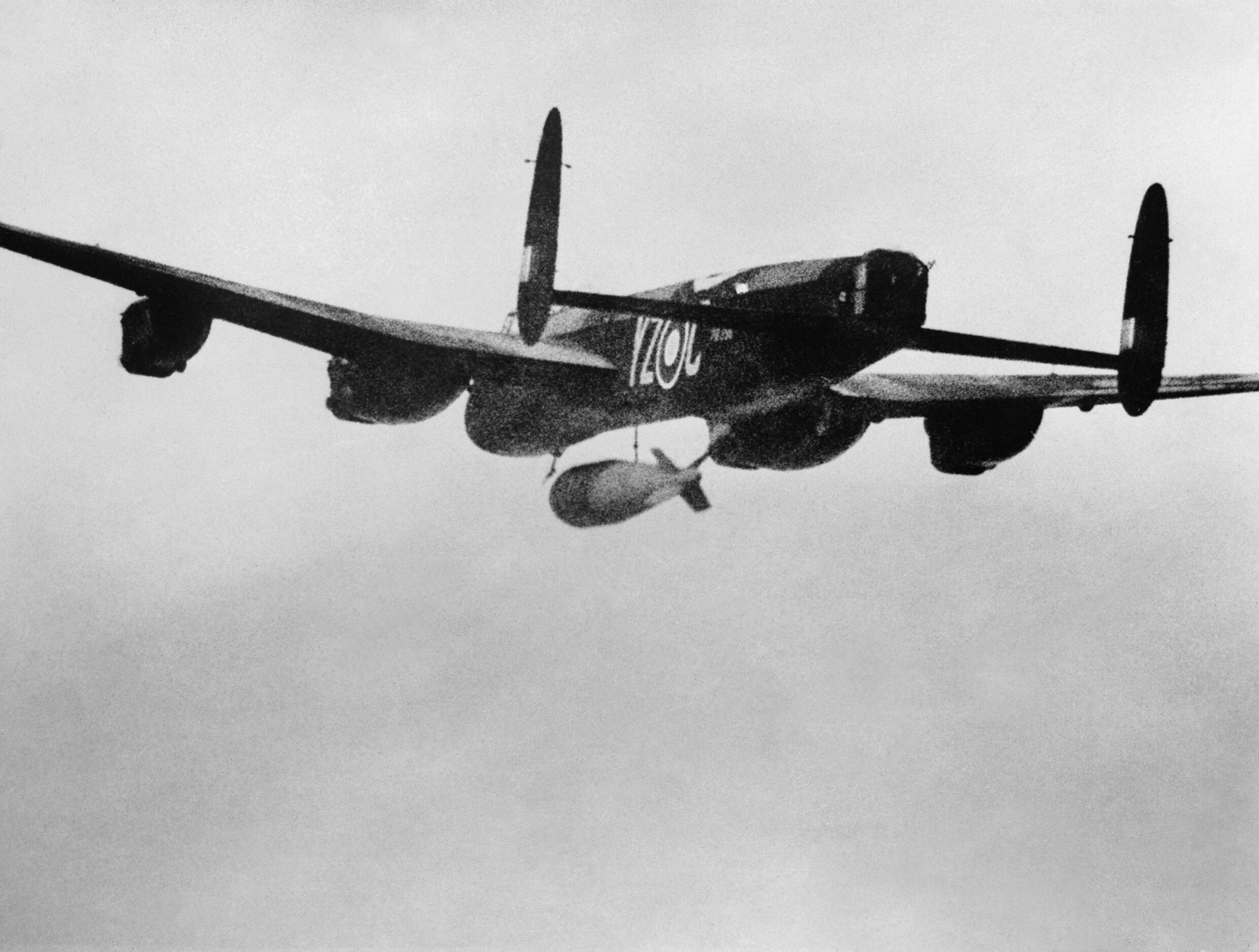
Lancaster-Bomber und Grand-Slam-Bombe kurz nach deren Ausklinken über dem Arnsberger Viadukt (1945)

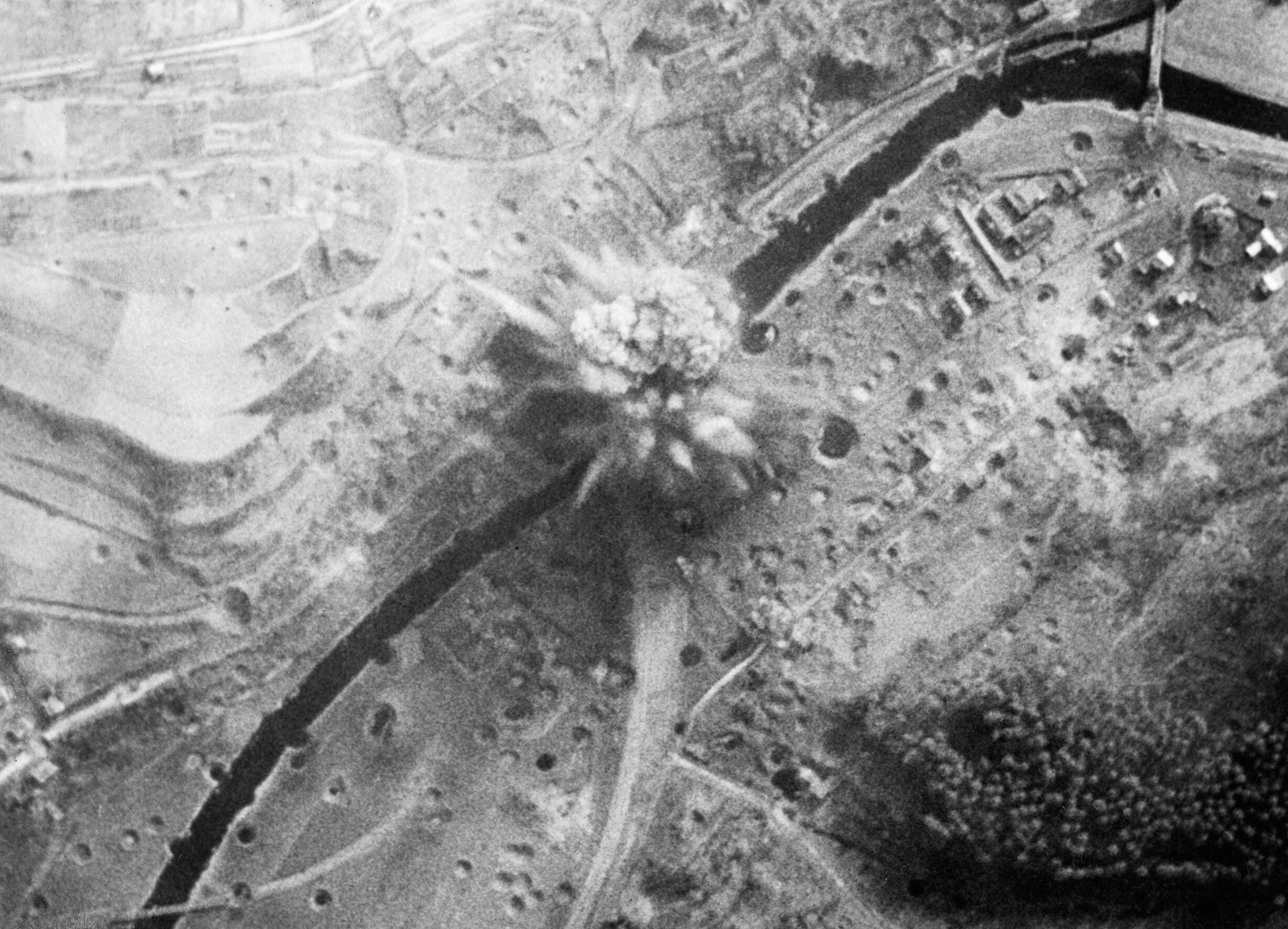
Explosion einer Grand-Slam-Bombe auf dem Arnsberger Viadukt (1945)

Die westlichen Alliierten beschlossen im Herbst 1944, verstärkt Eisenbahnstrecken und Wasserstraßen im westlichen Teil des Deutschen Reichs zu bombardieren, um so zentrale Infrastruktureinrichtungen zu zerstören. Zu den bevorzugten Zielen gehörten der Schildescher Viadukt auf der Bahnstrecke Hamm–Minden, der Altenbekener Viadukt auf der Bahnstrecke Hamm–Warburg und der Arnsberger Viadukt. Die Alliierten hofften mit ihrer Zerstörung die beiden wichtigen Ost-West-Verbindungen von Berlin über Hamm ins Ruhrgebiet (über Magdeburg/Braunschweig/Hannover/Minden bzw. Halle/Kassel/Warburg) auf Dauer zu unterbrechen. Die Obere Ruhrtalbahn spielte zwar nur eine untergeordnete Rolle, diente aber als Ausweichroute bei Störungen der beiden von Hamm ausgehenden Hauptstrecken nach Minden bzw. Warburg.
Nach der Jahreswende 1944/45 kam es im Rahmen der alliierten Strategie zur Isolierung des Ruhrgebiets vom Rest des Reiches (→ Ruhrkessel) in Arnsberg zu schweren Luftangriffen auf den Viadukt. Die United States Army Air Forces flogen Angriffe am 9. und 28. Februar sowie am 10. März 1945. Es folgten Angriffe der Royal Air Force am 13., 15. und 19. März 1945.
Die ersten Angriffe wurden mit konventionellen Bomben durchgeführt. Es zeigte sich aber, dass diese nicht ausreichten, um ein so großes Bauwerk ernsthaft zu beschädigen. Kleinere Schäden konnten relativ problemlos ausgebessert werden. Die Royal Air Force entschloss sich daher zu Angriffen mit über 5,4 Tonnen schweren Tallboy-Bomben und den gerade erst entwickelten über 10 Tonnen schweren Bomben vom Typ Grand Slam. Diese sind mit einer Länge von über 7,7 m, einem Durchmesser von 1,2 m und einem Gewicht von über 10 Tonnen der bisher größte und schwerste eingesetzte Bombentyp der Kriegsgeschichte. Grand Slams wurden erstmals am 14. März 1945 beim Angriff der No. 617 Squadron der Royal Air Force auf den Schildescher Viadukt eingesetzt.
Der Arnsberger Viadukt wurde erstmals am 15. März mit den beiden schweren Bombentypen erfolglos angegriffen. Erst beim Angriff am 19. März zerstörten sechs Grand-Slam- und 12 Tallboy-Bomben zwei Bögen und einen Pfeiler des Viadukts. In seiner Luftschutztagesmeldung vom 19. März meldete der Regierungspräsident von Arnsberg: „20 Festungsbomben zu je 10 t, davon 5 Blindgänger. 3 Verwundete, 2 Vermisste. 100 Häuser leicht beschädigt. Reichsbahnviadukt getroffen. 1 Pfeiler und 2 Bogen eingestürzt. Westseite des Tunnels getroffen und zum größten Teil verschüttet. Eisenbahndamm beschädigt.“
In den Berichten des US Strategic Bombing Surveys (USSBS; Bestandsaufnahmen der strategischen Bombardierung) vom 10. Oktober 1945 sind unter dem Punkt Railway Viaduct at Arnsberg Germany 1818 Bomben bei sieben Angriffen auf den Viadukt erwähnt. Bei diesen Luftangriffen starben insgesamt 140 Menschen.
Beim Angriff am 9. Februar wurde neben dem Viadukt auch die Altstadt Arnsbergs mit der Umgebung getroffen. Dabei wurden sogar Bunkerdecken durchschlagen. Es starben 80 Zivilisten. Einige Särge wurden auf dem Hof vor dem Landsberger Hof aufgestellt. Ein Redner der NSDAP schwor dem Gegner blutige Rache. Einige Hinterbliebene mussten tagelang auf einfachste Särge warten. Die Toten wurden in Massengräbern begraben. Beim Angriff am 28. Februar wurden der Bahnhof Arnsberg und Umgebung schwer getroffen und drei Eisenbahner getötet. Am 10. März trafen viele Bomben beim Angriff auf den Viadukt den Südteil von Arnsberg. Am 13. März starben sieben Menschen, als wieder das Gebiet um den Bahnhof von Bomben getroffen wurde. Am 15. März traf eine Bombe den Schlossbergtunnel und 28 Menschen, meist Soldaten, wurden getötet. Nach der Zerstörung des Viadukts warf die Royal Air Force Flugblätter ab. Darin wurde die Bombe Grand Slam als größte der Welt beschrieben. Ein Bild des Angriffs im Flugblatt (gleiche wie im Artikel) trug die Bildunterschrift „Der Arnsberger Viadukt, nachdem er am 19. März 1945 mit 200 Zentner Bomben angegriffen wurde. Die Bombentrichter sind 37 Meter im Durchmesser und mehr als 11 Meter tief.“ Die vielen Bombenkrater verwandelten die Umgebung des Viadukts in eine Mondlandschaft. Der Viadukt wurde zunächst provisorisch repariert. Der schwer verwüstete Bahndamm beim Viadukt wurde mit der Ladung von vielen Waggons wieder aufgefüllt. Neben Kies wurde dazu Schutt von durch Bomben zerstörte Bauwerke verwendet.
Der Arnsberger Bauingenieur Dipl.-Ing. Heinz J. Kolitsch, der die Baumaßnahmen leitete, erinnerte sich daran, dass bis zur vollständigen Verfüllung der Riesentrichter Tag und Nacht in drei Schichten gearbeitet wurde. Für die nächtliche Beleuchtung der Baustelle gab es eine Sondergenehmigung der Besatzungsbehörde. Die Arbeiten innerhalb des Tunnels fanden von 1945 bis 1948 im vollen Betrieb statt. Wenn sich ein Zug näherte, mussten die Arbeiter kurzfristig den Tunnel verlassen, um anschließend direkt weiterzuarbeiten. Da Arbeitsmaterial kaum zur Verfügung stand, errichteten die Zimmerleute aus 30 Meter langen Stämmen einen 25 m hohen Schwenkkran. In der gesamten Bauzeit, so Kolitsch, gab es drei extreme Hochwasser in der Ruhr. Doch Kran und Baugerüst für den neuen Pfeiler hielten stand.